# Isla Dawson
Die Isla Dawson, auch Dawson-Insel oder Dawson Island, ist eine chilenische Insel an der Magellanstraße zwischen Patagoniens Brunswick-Halbinsel und Feuerland. Administrativ gehört sie zur Región de Magallanes y de la Antártica Chilena (Región XII).

## Geographie
Die Insel liegt zwischen dem Paso del Hambre, einem Teil der Magellanstraße, im Westen und dem Canal Whiteside im Osten. Ihr Nordkap, Cabo Valentín, befindet sich 51 Kilometer südsüdöstlich von Punta Arenas. Die Dawson-Insel erstreckt sich in Nord-Süd-Richtung über ca. 70 km und besitzt eine Fläche von 1330 km² (nach anderer Quelle 1290 km²). Durch die tief ins Landesinnere vordringenden Buchten Bahía Lomas und Seno Owen wird sie in zwei, durch einen nur 5 Kilometer breiten Isthmus verbundene Teile geteilt. Der nördliche ist relativ flach, mit niedrigen Hügeln wie dem Monte Graves, die eine Höhe von 500 Metern nicht überschreiten, mit bewaldeten Gebieten und wasserreichen Tälern. Der südliche Teil ist deutlich unzugänglicher. Die schroffen Berge sind hier annähernd 1000 Meter hoch. Der Hauptort Puerto Harris liegt an der Ostküste der Insel an der Bucht Bahía Harris. Der Militärflughafen Aeropuerto de Almirante Schroeders (ICAO-Flughafencode SCDW) befindet sich an der Nordspitze.

## Geschichte
Ihren Namen erhielt die Insel 1828 vom britischen Marineoffizier Phillip Parker King, der die Region der Magellanstraße erforschte. Seit Ende des 19. Jahrhunderts wurde die den Roaring Fifties ausgesetzte Insel Dawson als Gefängnisinsel genutzt. Gefangene waren zunächst die von einem fortschreitenden Genozid betroffenen indigenen Selk’nam. An den Verbrechen beteiligten sich willentlich oder unwillkürlich auch manche Salesianer. Einzelne Salesianer versuchten, gegen den Völkermord anzukämpfen. Von den 215 ab 1889 auf die isla Dawson gebrachten Selk’nam lebten 1911 nur noch 25, woraufhin die Missions aufgelöst wurde.
1971 wurde die Insel Dawson wegen ihrer strategischen Lage in der Magellanstraße dem chilenischen Militär übergeben. Nach dem Sturz Salvador Allendes durch Augusto Pinochet im Putsch in Chile 1973 wurde sie wieder als Gefängnis verwendet, diesmal für Oppositionelle. Einer der prominentesten Gefangenen im Konzentrationslager Pitroque war 1973–1976 Luis Corvalán. Andere in mehreren Folterstätten waren Julio Palestro Rojas, Tito Palestro Rojas, Clodomiro Almeyda, Arturo Jirón, Fernando Flores, José Tohá, Jaime Tohá, Osvaldo Puccio, Anselmo Sule, Sergio Bitar (der seine Erfahrungen als Gefangener in dem Buch Dawson. Isla 10 verarbeitete, das 2009 von Miguel Littín verfilmt wurde), Aristóteles España, Sergio Vuskovic oder Allendes Außenminister Orlando Letelier. Internationaler Druck erreichte nach dem Austausch Corvaláns 1976 auch die Freilassung und Ausreise der übrigen politischen Gefangenen. Die Nutzung der Lager dürfte erst nach Ende der Diktatur 1989 deutlich eingeschränkt worden sein. Für 2002 gab die chilenische Statistikbehörde 301 Einwohner an.